# Tămășeni (okręg Satu Mare)
Tămășeni (węg. Tamásváralja) – wieś w Rumunii, w okręgu Satu Mare, w gminie Bătarci. W 2011 roku liczyła 452 mieszkańców. 